# Torre di animali
Torre di animali (nome originale tedesco Tier auf Tier) è un gioco da tavolo per bambini ideato da Klaus Miltenberger e pubblicato nel 2005 da HABA.

## Ambientazione
Gli animali vogliono mostrare quanto sono bravi a creare delle piramidi! Devono essere molto abili nel posizionarsi in un ottimo equilibrio.
Ogni giocatore deve posizionare differenti animali in legno uno sull'altro senza far crollare la piramide creatasi.

## Regole e materiali

### Materiali
- 29 animali di legno
- 1 dado con simboli
- 1 istruzioni di gioco

### Regole di gioco
Ad inizio gioco il coccodrillo viene messo al centro del tavolo, ogni giocatore prende sette animali diversi e li mette davanti a sé come scorta.
Durante il proprio turno il giocatore tira il dado e a seconda del simbolo fa l'azione corrispondente:
- Numero: Prende uno o due animali dalla propria scorta e li posiziona sulla piramide di animali al centro del tavolo;
- Coccodrillo: prendi un animale della tua scorta e mettilo vicino al muso o alla code del coccodrillo, in questo modo la base della piramide si allarga;
- Mano: Scegli uno dei tuoi animali e passalo a un qualsiasi altro giocatore che deve metterlo sulla piramide;
- Punto di domanda: gli altri giocatori stabiliscono quale animale il giocatore di turno deve mettere sulla piramide;

Se durante la collocazione cadono degli animali, chi ha cercato di collocarli ne prende fino a due e mette quelli restanti nella scatola. Il primo giocatore ad aver usato tutti gli animali davanti a sé è il vincitore.
Questo gioco, destinato ai bambini, ma è molto popolare anche tra gli adulti.

## Premi e riconoscimenti
Il gioco ha avuto i seguenti riconoscimenti:
- 2005
  - Kinderspiel des Jahres: gioco raccomandato[1];
  - Kinderspielexperten: gioco nominato;
  - Japan Boardgame Prize: gioco nominato;
- 2006 - Golden Geek Best Kids: gioco nominato[2];
- 2007 - Golden Board di Golden Geek: gioco nominato;
- 2008 - Vuoden Peli[3] (Gioco dell'anno in Svezia): gioco vincitore;
- 2011 - Golden Geek Best Children's Board Game: gioco vincitore;